# Берізка польова
Берізка польова, або павутиця, повійка, полятиця (Convolvulus arvensis) — багаторічна трав'яниста рослина роду берізка, родини берізкових.

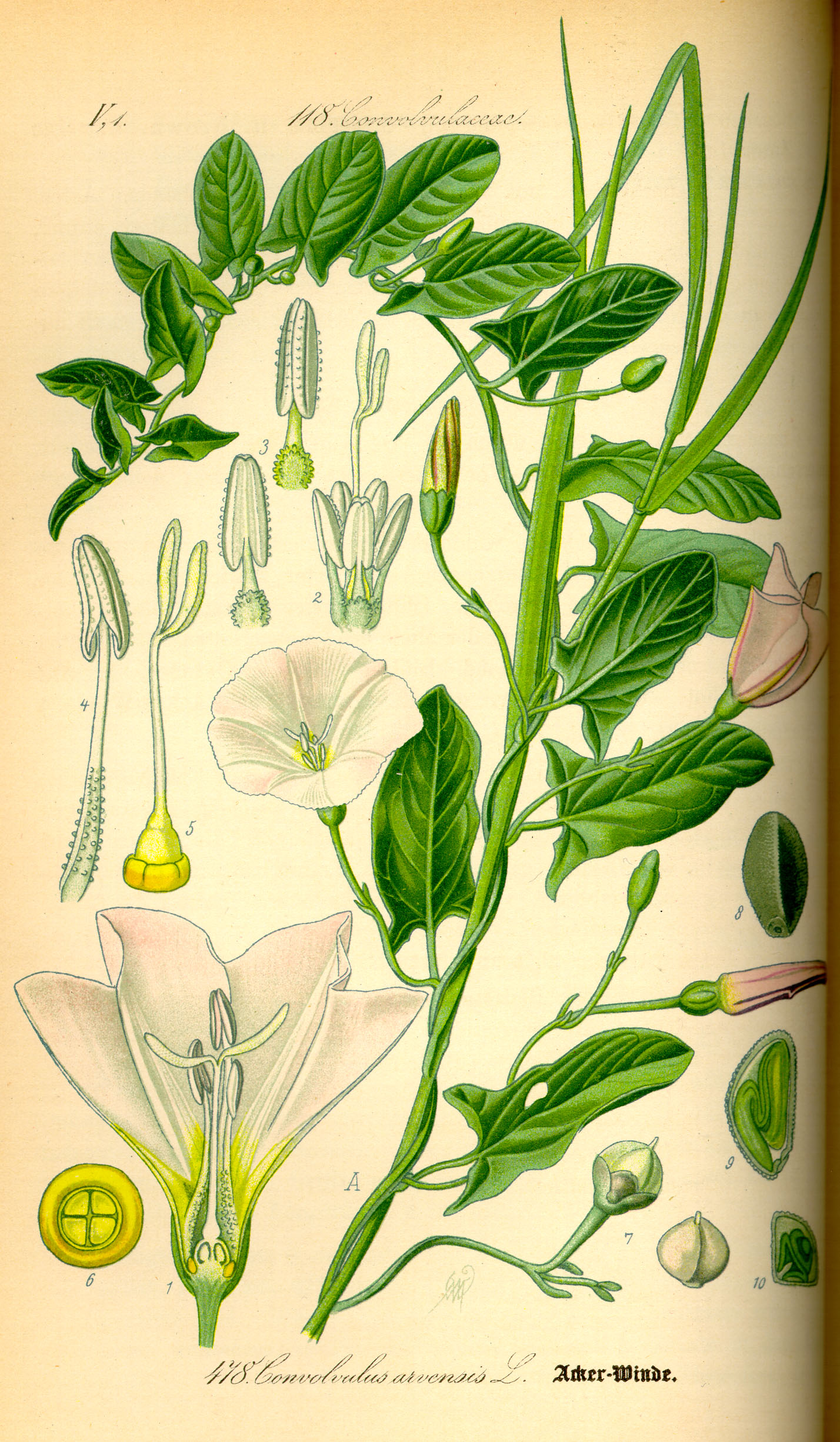
Ботанічна ілюстрація з книги О. В. Томе «Flora von Deutschland, Österreich und der Schweiz», 1885

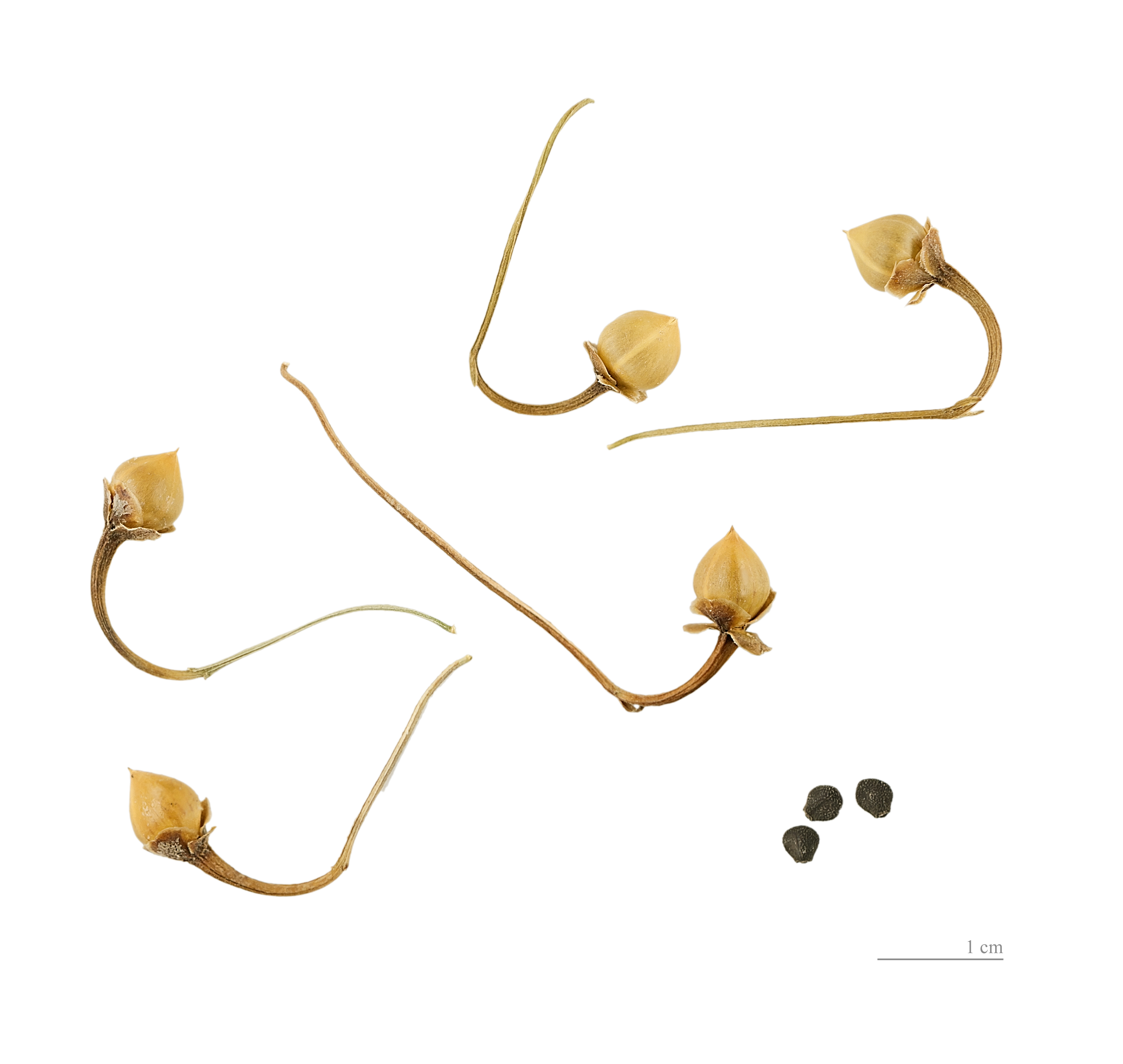
Convolvulus arvensis

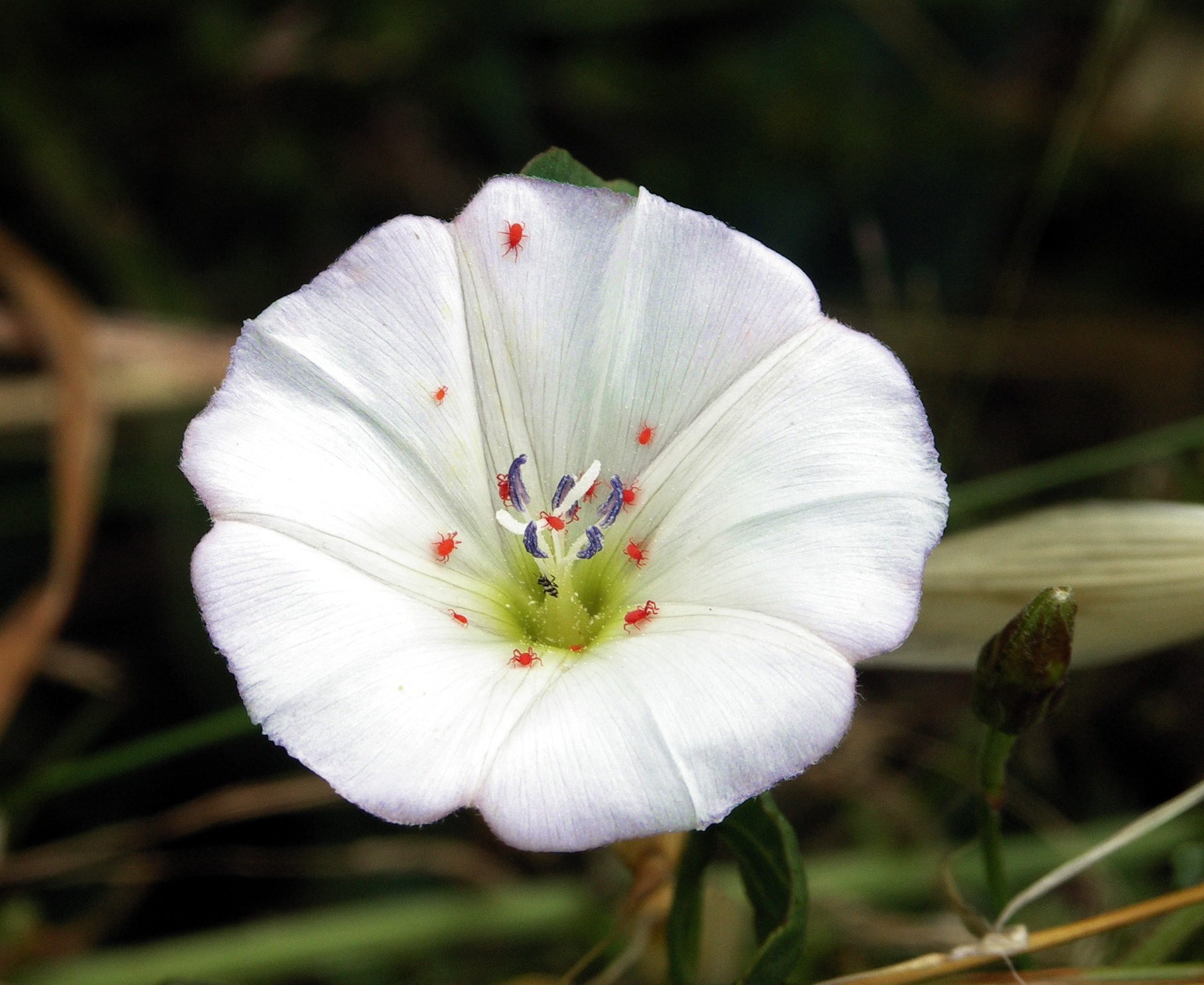
Квітка берізки польової з оксамитовими кліщами (Trombidium sp.)

## Опис
Стебла довжиною 1-1,5 м, численні, тонкі, в'юнкі, спірально скручені, обплітають сусідні рослини. Корінь стрижневий, розгалужений, йде в ґрунт на глибину до 2 м. Листки чергові, яйцеподібно-еліптичні або довгасті, розташовані на черешках. Квітки білі або рожеві, лійкоподібні, до 2-х см, з поздовжніми темними смужками, зі слабким приємним ароматом, розташовані в пазухах листя. Цвіте в квітні — жовтні. Квітки відкриваються залежно від часу доби і змін погоди. Плід — гладка коробочка яйцеподібної форми з дрібним насінням.
Рослина поширена від Білого моря до Середньої Азії. Росте вздовж доріг, на полях і в городах як бур'ян. Господарського значення не має.
Квітки рослини принаджують диких бджіл, жуків та метеликів, в тому числі бражника берізкового (Agrius convolvuli).

## Використання
Берізка польова є лікарською сировиною — використовуються стебла і коріння, рідше квітки та насіння. Авіценна рекомендував її для лікування астми, захворювань легенів, печінки та селезінки. В експериментальних дослідженнях на тваринах доведено гіпотензивну, спазмолітичну, протизапальну, кровоспинну, місцеву знеболювальну  дію. Може подразнювати слизові оболонки. Відвар трави приймають як проносний, діуретичний та ранозагоювальний засіб, а також для лікування гіпертонічної хвороби, бронхіальної астми і бронхітів (відвар квітів), безсоння (порошок кореня всередину) і як потогінний засіб (водний настій насіння).

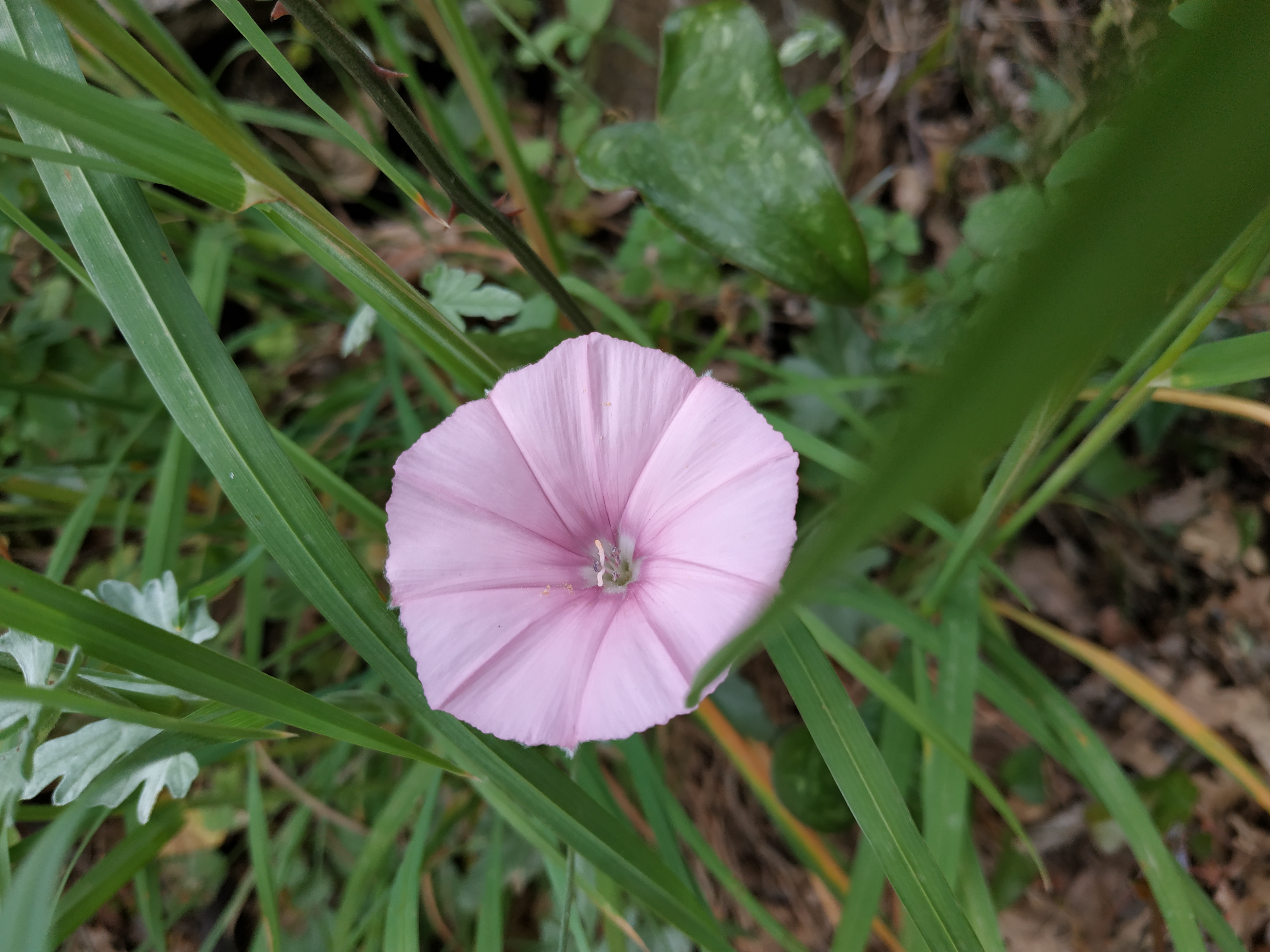

В складі сіна рослина придатна для годування худоби.